# Polly Swann
Polly Swann (* 5. Juni 1988 in Lancaster, Lancashire) ist eine britische Ruderin. Sie war Weltmeisterin 2013 und Olympiazweite 2016.

## Sportliche Karriere
Swanns internationale Karriere begann mit einem Einsatz bei den U23-Weltmeisterschaften 2010, als sie den vierten Platz im Vierer ohne Steuerfrau erreichte. Bei den Europameisterschaften 2011 belegte sie mit dem britischen Achter den vierten Platz. 
Nach einem verletzungsbedingten Ausfall im Olympiajahr 2012 bildete Polly Swann 2013 einen Zweier ohne Steuerfrau mit der Olympiasiegerin Helen Glover; die beiden siegten bei allen drei Regatten im Ruder-Weltcup und gewannen Gold bei den Weltmeisterschaften 2013. 2014 siegten Glover und Swann bei den Europameisterschaften, dann wechselte Swann in den britischen Achter. Der Achter belegte den sechsten Platz bei den Weltmeisterschaften in Amsterdam. 2016 kehrte Polly Swann in den britischen Achter zurück und gewann den Titel bei den Europameisterschaften in Brandenburg an der Havel. Bei den Olympischen Spielen 2016 setzte der US-Achter seine Siegesserie fort, dahinter erhielten die britischen Europameisterinnen die Silbermedaille vor Rumänien.
Nach mehrjähriger Pause kehrte Polly Swann 2019 zurück und erreichte den siebten Platz im Vierer ohne Steuerfrau bei den Weltmeisterschaften in Linz/Ottensheim. 2021 kehrte auch Helen Glover auf die Regattastrecken zurück. Swann und Glover siegten im Zweier bei den Europameisterschaften 2021 in Varese. Bei der Olympischen Regatta in Tokio qualifizierten sich die Britinnen als Dritte ihres Vorlaufs und Zweite ihres Halbfinales für das A-Finale. Dort erreichten sie den vierten Platz mit fast drei Sekunden Rückstand auf die drittplatzierten Kanadierinnen.
Die 1,86 m große Polly Swann lebt in Edinburgh und studiert Medizin, gehört aber als Mitglied der britischen Nationalmannschaft dem Leander Club an.